# Bruggenbureau
Het Bruggenbureau was een dienst van Rijkswaterstaat, die zich bezighield met het ontwerpen en vervaardigen van bruggen en viaducten. 
Het Rijkswegenplan 1927 hield in dat veel bruggen en viaducten moesten worden gebouwd. Dat was de reden voor Rijkswaterstaat om hoofdingenieur ir. W.J.H. Harmsen de opdracht te geven een afzonderlijk Bruggenbureau in te richten. Het Bruggenbureau ging op 1 mei 1928 van start en ir. Harmsen kreeg hierover de leiding.
Het bureau was gehuisvest in het kantoorgebouw van het District Wegentechniek van de Directie Wegen, waar het aanvankelijk ook een onderdeel van was.
Dit district werd eind 1929 omgezet in de Directie Wegenverbetering. Het Bruggenbureau werd in 1936 de Directie Bruggen.